# Austin (Nevada)
Pour les articles homonymes, voir Austin.
Austin est une ville non incorporée et une census-designated place du comté de Lander dans le Nevada.
Sa population était de 192 habitants en 2010. Elle est située à 2 013 m d'altitude.